# Бабіндол
Бабіндол (словац. Babindol) — село, громада округу Нітра, Нітранський край. Кадастрова площа громади — 5.41 км².
Населення 768 осіб (станом на 31 грудня 2024 року).

## Історія
Бабіндол згадується 1271 року.

## Населення
| Рік:            | 1994. | 2004. | 2014.    | 2024.   |
| --------------- | ----- | ----- | -------- | ------- |
| Кількість осіб: | 0     | 650   | 727      | 768     |
| Різниця:        |       | –     | +11,84 % | +5,63 % |

| Рік:            | 2023. | 2024.   |
| --------------- | ----- | ------- |
| Кількість осіб: | 773   | 768     |
| Різниця:        |       | -0,64 % |